# Мищевич, Виктор Ильич
Виктор Ильич Мищевич (1924—2011) — советский государственный деятель, первый заместитель министра нефтяной промышленности СССР (1977—1980). Заслуженный деятель науки и техники РСФСР. Дважды лауреат Государственной премии СССР (1971, 1983).

## Биография
Родился в 1924 году.
С 1942 года призван в ряды РККА и направлен в действующую армию. С 1942 по 1945 годы участник Великой Отечественной войны — гвардии красноармеец, водитель офицера связи 80-го гвардейского миномётного полка, воевал на 2-м Украинском фронте. В 1947 году демобилизовался из рядов Советской армии.
С 1947 по 1952 годы обучался в Уфимском нефтяном институте. С 1952 года работал в конторе бурения, треста «Альметьевбурнефть» объединения «Татнефть» — старшим инженером, начальником участка, начальником производственно-технического отдела и главным инженером. С 1958 по 1960 годы — начальник отдела бурения Управления нефтяной промышленности Татарского Совета народного хозяйства.
С 1960 по 1963 годы — главный инженер и управляющий трестом «Татбурнефть». С 1963 года — заместитель начальника объединения «Татнефть». С 1965 по 1970 годы — начальник Главного технического управления и член Коллегии Министерства нефтяной промышленности СССР. Как начальник главка В. И. Мищевич курировал работы научно-исследовательских институтов, конструкторских бюро нефтяного профиля, создание новых институтов, новых направлений научных исследований и финансирование отраслевой науки.
С 1970 года В. И. Мищевич был назначен заместителем министра, а с 1977 по 1980 годы являлся первым заместителем министра нефтяной промышленности СССР. В 1971 году защитил кандидатскую диссертацию по теме: «Исследование поглощаемых пластов при бурении скважин и разработка мероприятий по их изоляции : на примере нефтяных месторождений Татарской АССР».
С 1980 по 1983 годы — начальник отдела нефтяной и газовой промышленности Госплана СССР. С 1983 по 1987 годы — начальник отдела нефти и газа и член Коллегии Госкомитета СССР по науке и технике.
С 1988 года вышел на пенсию, но продолжал работать консультантом в Всесоюзном научно-исследовательском и проектно конструкторском институте по проблемам освоения нефтяных и газовых ресурсов и советником Минэнерго РФ, генеральным директором «Нефтегазшельфпроекта».

## Награды
- Отечественная война II степени (06.04.1985)
- Медаль «За боевые заслуги» (13.11.1944)
- Медаль «За победу над Германией в Великой Отечественной войне 1941—1945 гг.»
- Заслуженный деятель науки и техники РСФСР

### Премии
- Государственная премия СССР в области науки и техники (1971 — «за создание и промышленное освоение комплексных буровых установовок и противовыбросного оборудования»)
- Государственная премия СССР в области науки и техники (1983 — «за создание и промышленное внедрение буровой установки БУ 3000 ЭУК для строительства кустов скважин, обеспечившей высокие темпы роста объёмов буровых работ и наращивание добычи нефти в Западной Сибири»)